# Nederlands in zeven lessen
Nederlands in zeven lessen is een Nederlandse film uit 1948 in zwart-wit. Internationaal heeft de film als titel Dutch in Seven Lessons.
De film werd in opdracht gemaakt door een Engels filmbedrijf. Het moest een soort documentaire worden over Nederland en zijn bewoners, maar halverwege de opnames trok het filmbedrijf zich terug. De regisseurs Van der Linden en Josephson bleven dus met het gemaakte filmmateriaal zitten, maar daartussen zaten mooie beelden van vluchten vanaf Schiphol. Ze maakten een kort filmscenario om de beelden heen en het werd een soort voorlichtingsfilm over Nederland. 
De film is bekender als de eerste en enige film van actrice Audrey Hepburn in Nederland. Ze is nog geen drie minuten in beeld als stewardess.
Haar eerste woorden in de film en daarmee op het witte doek zijn: "Ik ben stewardess bij de KLM. Moet je me zien in mijn pakje!"

## Cast
| Acteur                 | Personage |
| ---------------------- | --------- |
| Han Bentz van den Berg |           |
| Wam Heskes             |           |
| Magda Janssens         |           |
| Els Boon               |           |
| Jan Glastra van Loon   |           |
| Frances May            |           |
| Koos Kroon             |           |
| Audrey Hepburn         |           |

1896-1909 · 1910-19 · 1920-29 · 1930-39 · 1940-49 · 1950-59 · 1960-69 · 1970-79 · 1980-89 · 1990-99 · 2000-09 · 2010-19
· 2020-29